# Summit (Illinois)
Summit település az Amerikai Egyesült Államok Illinois államában, Cook megyében. Lakosainak száma 11 161 fő (2020. április 1.).

## Közlekedés
A települést érinti az Amtrak távolsági vasúti járata is, a Lincoln Service.

## Népesség
A település népességének változása:

| 2010 | 11 054 |
| 2020 | 11 161 |